# С-21 (подводная лодка)
С-21— советская дизель-электрическая торпедная подводная лодка серии IX-бис-2, тип С — «Средняя» времён Второй мировой войны. Вошла в строй после окончания войны, входила в состав Тихоокеанского флота, списана в 1957 году.

## История строительства
С-21 заложена 31 декабря 1939 года на заводе заводе № 196 «Судомех» в Ленинграде под заводским номером 134. Спущена на воду 25 апреля 1941 года. Впервые имела полностью цельносварной корпус. Начало Великой Отечественной войны С-21 встретила на заводе № 196 в достройке, имела высокую степень готовности. В июле-августе 1941 года лодку внутренними водными путями перевели на завод № 112 в Горький, затем в октябре отбуксировали в Баку на завод № 445, филиал Николаевского судостроительного завода, где в 1942—1946 годах С-21 была достроена по проекту IX-бис-2, получив ряд усовершенствований.

## История службы
29 марта 1946 года С-21 вступила в строй, 14 апреля поднят военно-морской флаг. 27 апреля лодка вошла в состав Каспийской флотилии. Летом 1946 года С-21 перешла из Баку по Каспийскому морю, Волге и далее по внутренним водным путям в Полярное к месту постоянного базирования. Прибыла туда 18 июля 1946 года, вошла в состав 2-го дивизиона Бригады подводных лодок Северного флота.
В 1949—1950 годах С-21 под командованием В. А. Ужаровского вместе с однотипными подводными лодками С-22 и С-24 в составе экспедиции особого назначения ЭОН-49 перешла Северным морским путём на Дальний Восток. Зимовку 1949—1950 года лодки провели в Тикси. 21 сентября 1950 года вошла в состав 5-го ВМФ, зачислена в состав 1-й бригады подводных лодок, базировалась во Владивостоке на бухту Малый Улисс, в марте 1951 года передана 123-й бригаде подводных лодок. В ноябре 1951 года перебазирована на Камчатку, в бухту Крашенинникова, вошла в состав 182-й бригады подводных лодок. 1 июля 1955 года передана 125-й бригаде с сохранением места базирования.
29 марта 1957 года С-21 исключена из боевого состава и переоборудована в плавучую зарядовую станцию, вскоре переименована в ЗАС-13. 27 ноября 1959 года исключена из списка плавсредств и поставлена в бухте Сельдевой на прикол. 29 февраля 1960 года расформирован экипаж. 26 октября 1961 года из-за поступления воды в прочный корпус затонула у пирса, впоследствии поднята и утилизирована.

## Командиры
- 1946: капитан 3-го ранга А. Леводянский[3];
- 1946—1950: Владимир Леонардович Ужаровский - в годы Великой Отечественной войны служил на К-21[4], перевёл С-21 на Тихоокеанский флот, в дальнейшем командовал 126-й БрПЛ (посёлок Ракушка), 40-й ДиПЛ, 6-й ЭскПЛ[5];

…
- 1953—1954: П. Колчин;
- 1954—1957: Я. И. Криворучко.